# Île Norfolk
Pour les articles homonymes, voir Norfolk.
L'île Norfolk (en norfolk Norf'k Ailen[réf. souhaitée], en anglais Norfolk Island) est un territoire d'Australie dans le Sud-Ouest de l'océan Pacifique.

## Géographie

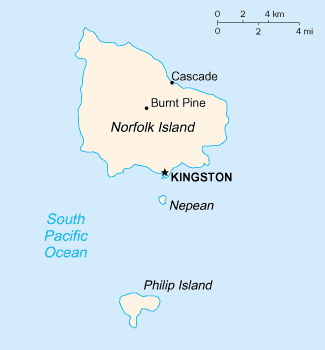
Carte de l'île Norfolk.

L'île Norfolk se situe dans l'océan Pacifique Sud entre la Nouvelle-Zélande et la Nouvelle-Calédonie, avec une position légèrement excentrée vers les côtes orientales de l'Australie. Elle est distante de 738 km de l'extrémité sud de Grande Terre, la principale île de la Nouvelle-Calédonie, et de 744 km du cap Reinga, la pointe septentrionale de la Nouvelle-Zélande. La capitale est Kingston ; l'île compte environ 2 000 habitants (Norfolkais).
L'île Norfolk est issue d’un volcan basaltique actif il y a environ 2,3 à 3 millions d’années et forme le point culminant de la ride de l'île de Norfolk, rattachée au continent sous-marin Zealandia. Sa superficie est de 34,6 km2 pour 32 km de côtes. Le mont Bates, au nord-ouest de l’île, culmine à 319 mètres. La majorité des terres est cultivable.
Deux petites îles inhabitées, Phillip et Nepean, se trouvent au sud de l'île principale.
La côte de l'île Norfolk est constituée principalement de falaises. Elle est plus hospitalière du côté de Sydney Bay et d’Emily Bay, où fut fondée la première colonie.
Le parc national de l’île Norfolk forme une zone protégée autour du mont Bartes et couvre environ 10 % de la surface de l’île. Il abrite les restes de la forêt tropicale qui couvrait l'île Norfolk avant l’occupation humaine. Le parc englobe également deux îles plus petites au sud, l’île Nepean et l’île Phillip. La végétation de cette dernière fut détruite par l’introduction de cochons et de lapins durant la période pénitentiaire. Elle est actuellement en reconstitution.

### Climat
L'île Norfolk a un climat subtropical humide modéré (Köppen : Cfa). À cause de cette localisation au milieu de la mer de Corail, les températures ne varient pas beaucoup : minimale de 6,2º C relevée le 29 juillet 1953, maximale de 28,5º C le 23 janvier 2024. Les précipitations moyennes sont modérées, de 1 109,9 millimètres, avec un maximum d'hiver quand les fronts froids et des orages ont le plus de probabilité de s'y trouver.
| Mois                                            | jan.  | fév.  | mars  | avril | mai   | juin  | jui.  | août  | sep. | oct.  | nov. | déc.  | année   |
| ----------------------------------------------- | ----- | ----- | ----- | ----- | ----- | ----- | ----- | ----- | ---- | ----- | ---- | ----- | ------- |
| Température minimale moyenne (°C)               | 19,5  | 20,2  | 19,5  | 18    | 16,5  | 14,9  | 14    | 13,5  | 14,3 | 15,2  | 16,4 | 18,2  | 16,7    |
| Température maximale moyenne (°C)               | 24,8  | 25,3  | 24,5  | 23    | 21,1  | 19,4  | 18,6  | 18,5  | 19,4 | 20,4  | 21,9 | 23,6  | 21,7    |
| Record de froid (°C)                            | 12,1  | 12,8  | 12,1  | 9,7   | 6,6   | 7,1   | 6,2   | 6,7   | 7,7  | 8,2   | 8,7  | 11,4  | 6,2     |
| Record de chaleur (°C)                          | 28,5  | 28,4  | 28,4  | 27,9  | 25,1  | 23,4  | 22    | 21,8  | 23,8 | 24,4  | 26,5 | 28,2  | 28,5    |
| Ensoleillement (h)                              | 238,7 | 203,4 | 204,6 | 198   | 189,1 | 168   | 186   | 223,2 | 219  | 241,8 | 249  | 241,8 | 2 562,6 |
| Précipitations (mm)                             | 80,3  | 86,8  | 106,8 | 95,4  | 101,5 | 120,6 | 122,5 | 99,6  | 78,4 | 62    | 72   | 83,9  | 1 109,9 |
| dont nombre de jours avec précipitations ≥ 1 mm | 7,7   | 8,8   | 9,3   | 10,3  | 12,2  | 13    | 13,6  | 12,2  | 9,4  | 7,5   | 6,8  | 6,7   | 117,5   |
| Humidité relative (%)                           | 71    | 72    | 69    | 69    | 69    | 69    | 68    | 67    | 69   | 67    | 67   | 70    | 69      |

## Histoire

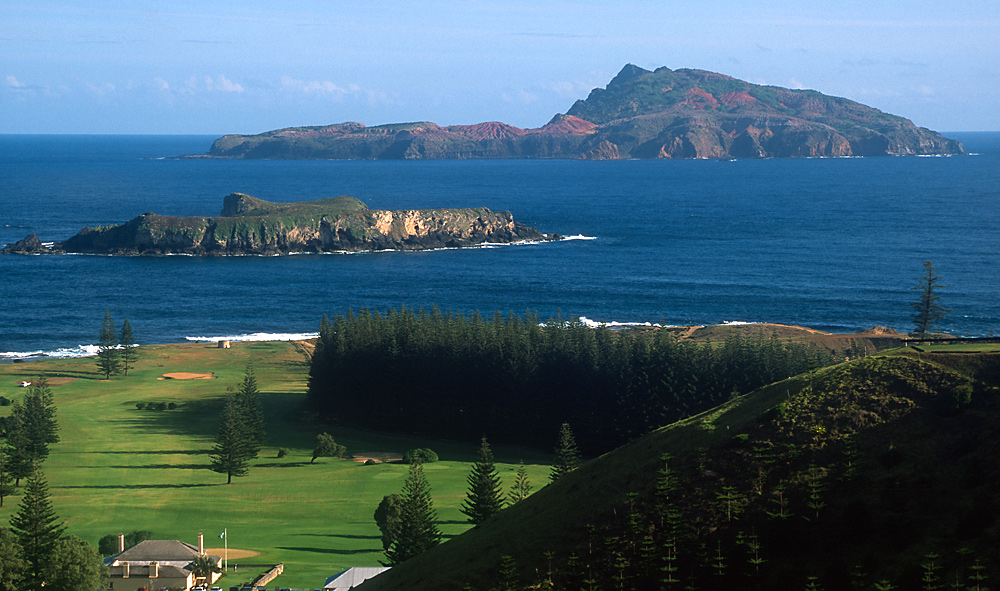
Vue sur l'île Nepean et Phillip Island.

Les premiers hommes qui peuplent l'île Norfolk étaient des Polynésiens originaires soit des îles Kermadec, soit de l'île du Nord de la Nouvelle-Zélande. Débarqués entre les XIVe et XVe siècles, leur civilisation disparaît avant l'arrivée des Européens. Le principal site est localisé à Emily Bay, où des outils, le rat polynésien et des bananiers témoignent de leur présence. La raison de leur disparition est inconnue.
Le premier Européen à apercevoir l'île est le navigateur anglais James Cook, en 1774, lors de son second voyage dans le Pacifique sud à bord du HMS Resolution. Il la baptise du nom de la duchesse de Norfolk, épouse d'Edward Howard, 9e duc de Norfolk. Parti d'Angleterre en 1772, Cook ignorait la mort de la duchesse survenue en mai 1773.
Cook et ses hommes débarquent le 11 octobre 1774. Il dit avoir été impressionné par les arbres hauts et droits, ainsi que par les plantes apparentées au lin, dont il rapporte des spécimens en Angleterre. À cette époque, le Royaume-Uni était extrêmement dépendant du lin et du chanvre qu'il importait des rives de la mer Baltique et qui servaient à la fabrication des voiles et des cordages des navires. Si le pays venait à manquer de ces ressources, son statut de puissance maritime s'en trouverait menacé. Il avait, du reste, déjà perdu sa principale source de bois pour les mâts, en Nouvelle-Angleterre, après la guerre d'indépendance des États-Unis. Certains historiens, dont Geoffrey Blainey, y voient l'une des principales motivations qui poussent l'Angleterre à établir des colonies en Nouvelle-Galles du Sud puis sur l'île Norfolk.

### Première colonie pénitentiaire
Lorsque la première flotte débarqua à Port Jackson, sur la côte australienne, en janvier 1788, Arthur Phillip ordonna au lieutenant Philip Gidley King de prendre possession de l'île Norfolk avec quinze prisonniers et sept hommes libres et d’y préparer son exploitation. Le groupe toucha terre le 6 mars 1788. La colonie pénitentiaire fournit céréales et légumes à Sydney, menacée par la famine au cours de ses premières années d’existence. Cependant, l’absence de port naturel suffisamment protégé rendait les communications et les transports difficiles.
En 1790, le HMS Sirius amena de nouveaux détenus et soldats que Sydney ne parvenait pas à nourrir. L’expédition, censée alléger la pression sur le continent, tourna à la catastrophe lorsque le Sirius fit naufrage. Aucune perte humaine ne fut à déplorer, mais l’équipage du bateau resta immobilisé pour dix mois. Conjuguée à l’arrivée de la seconde flotte à Sydney, la situation des deux colonies devenait de plus en plus délicate.
Malgré cela, la population de l'île Norfolk croissait lentement, et atteignit mille habitants en 1792. Plusieurs gouverneurs se succédèrent à la tête de l’île entre 1789, lorsque Robert Ross remplaça King, et 1800, date à laquelle débarqua Joseph Foveaux pour devenir le nouveau lieutenant gouverneur. Il trouva la colonie en très mauvais état et entreprit d’importants travaux de rénovation. Il exigea également que la population reçoive une éducation de base.
King avait recommandé de fermer la colonie pénitentiaire dès 1794, trop éloignée du continent et trop coûteuse à entretenir. En 1803, le secrétaire d’état Lord Hobart ordonna le transfert d’une partie des détenus et des militaires vers la Tasmanie. Un premier groupe de 159 personnes quitta l'île Norfolk en février 1805. Entre novembre 1807 et septembre 1808, cinq groupes, de 554 personnes en tout, émigrèrent. L’île ne comptait plus qu’environ 200 habitants, qui y demeurèrent jusqu’à la fermeture de la colonie en 1813. L'île Norfolk fut inhabitée du 15 février 1814 au 6 juin 1825.

### Seconde colonie pénitentiaire

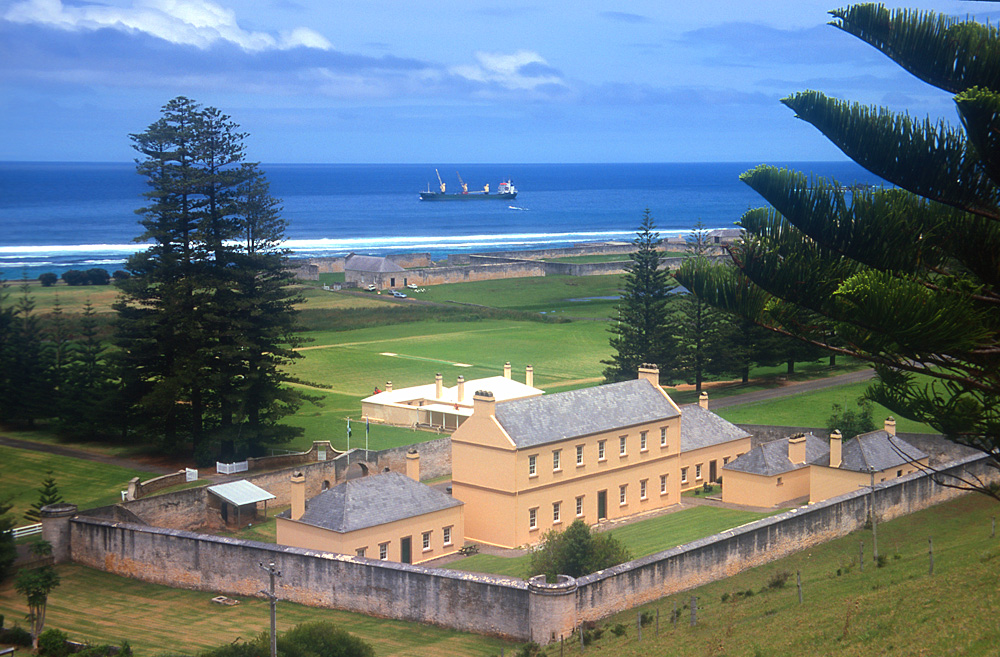
Baraquements militaires à Kingston.

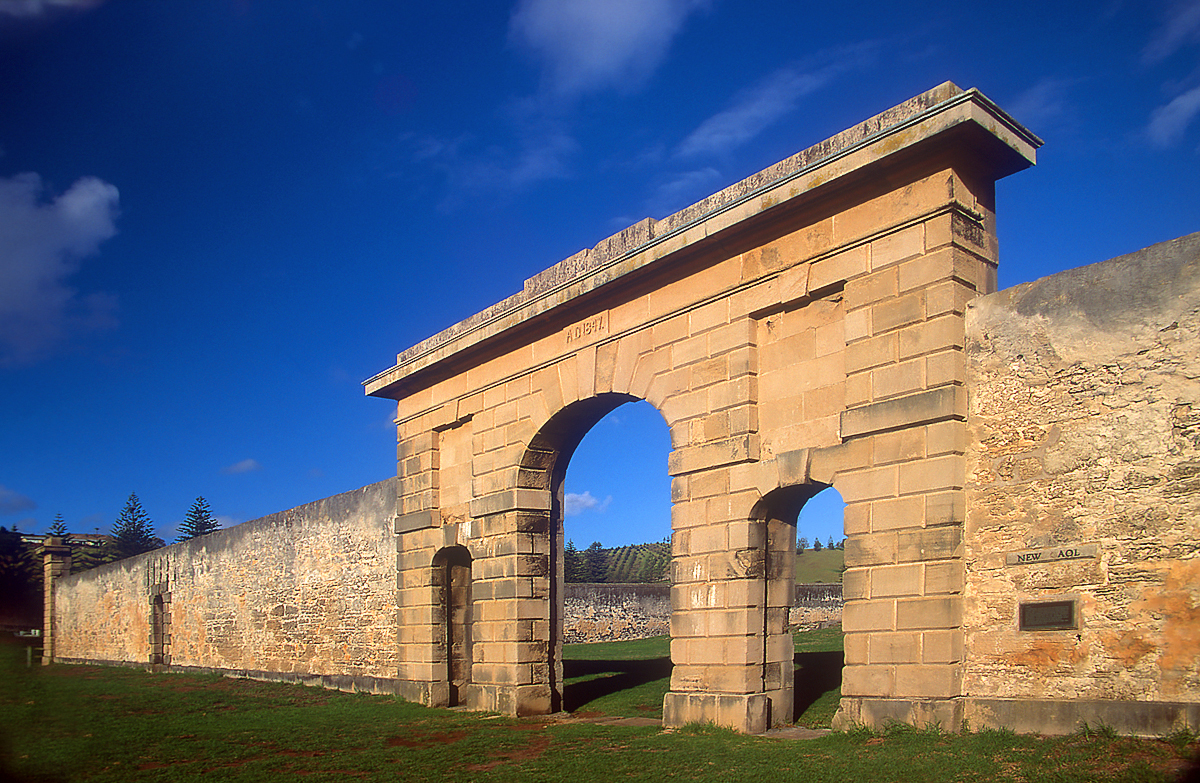
Restes de la seconde colonie pénitentiaire.

En 1824, le gouvernement britannique ordonna au gouverneur de Nouvelle-Galles-du-Sud, Thomas Brisbane, d’occuper à nouveau l'île Norfolk pour y envoyer les détenus les plus difficiles. D’abord perçu comme un désavantage, l’éloignement de l’île était devenu un moyen d’éloigner de Sydney ses éléments les plus perturbateurs. Il n’était pas prévu de ramener les prisonniers sur le continent, encore moins de les réinsérer dans la vie civile. À la suite d'une mutinerie des détenus en 1834, le père William Bernard Ullathorne, vicaire général de Sydney, se rendit à l'île Norfolk, chargé de l’accompagnement spirituel des mutins condamnés à mort. Il rapporte que, au moment d’annoncer la sentence, les détenus graciés fondaient en larmes alors que les condamnés à mort remerciaient le ciel.
Le rapport rédigé en 1846 par Robert Pringle Stuart déplorait le manque et la mauvaise qualité de la nourriture, l’insalubrité des habitations, l’usage de la torture et la corruption des surveillants. La même année, l’évêque Robert Willson dénonça la colonie à la Chambre des lords. Lors de son deuxième passage en 1849, il trouva la situation quelque peu améliorée. Cependant, des rumeurs faisant état de nouveaux abus le poussèrent à entreprendre un nouveau voyage à l'île Norfolk, où il retrouva la colonie dans son état antérieur. Il rendit un rapport accablant, dénonçant le système, qui donnait un pouvoir absolu sur la colonie à une seule personne.
Parmi les commandants qui se succédèrent à la tête de la colonie, Alexander Mackonochie se distingua par sa conviction qu’une brutalité aveugle à l’égard des détenus ne faisait qu’entretenir leur tendance criminelle et favoriser les mutineries. Il tenta de réformer la colonie et il introduisit des récompenses en cas de bonne conduite. Hélas, il fut accusé de laxisme et rapidement remplacé.
Malgré tout, les voix s’élevaient de plus en plus nombreuses et le gouvernement britannique se décida à fermer la colonie à partir de 1847, et les derniers prisonniers furent transférés vers la Tasmanie en mai 1855.

### Occupation par des habitants de Pitcairn
Le 8 juin 1856 accostèrent 194 habitants de l'île Pitcairn. Les descendants des mutinés du HMS Bounty étaient devenus trop nombreux et le gouvernement britannique les autorisa à émigrer sur l'île Norfolk et à y établir une colonie séparée de la Nouvelle-Galles du Sud, mais sous l’administration du commandant de cette dernière.
Les nouveaux venus occupèrent les anciens bâtiments de la colonie pénitentiaire et y poursuivirent les deux activités principales qu’ils menaient à Pitcairn, l’agriculture et la pêche à la baleine. Malgré la décision prise par quelques familles de retourner à Pitcairn en 1858 et 1863, la population de l’île crût lentement.

### XXesiècle

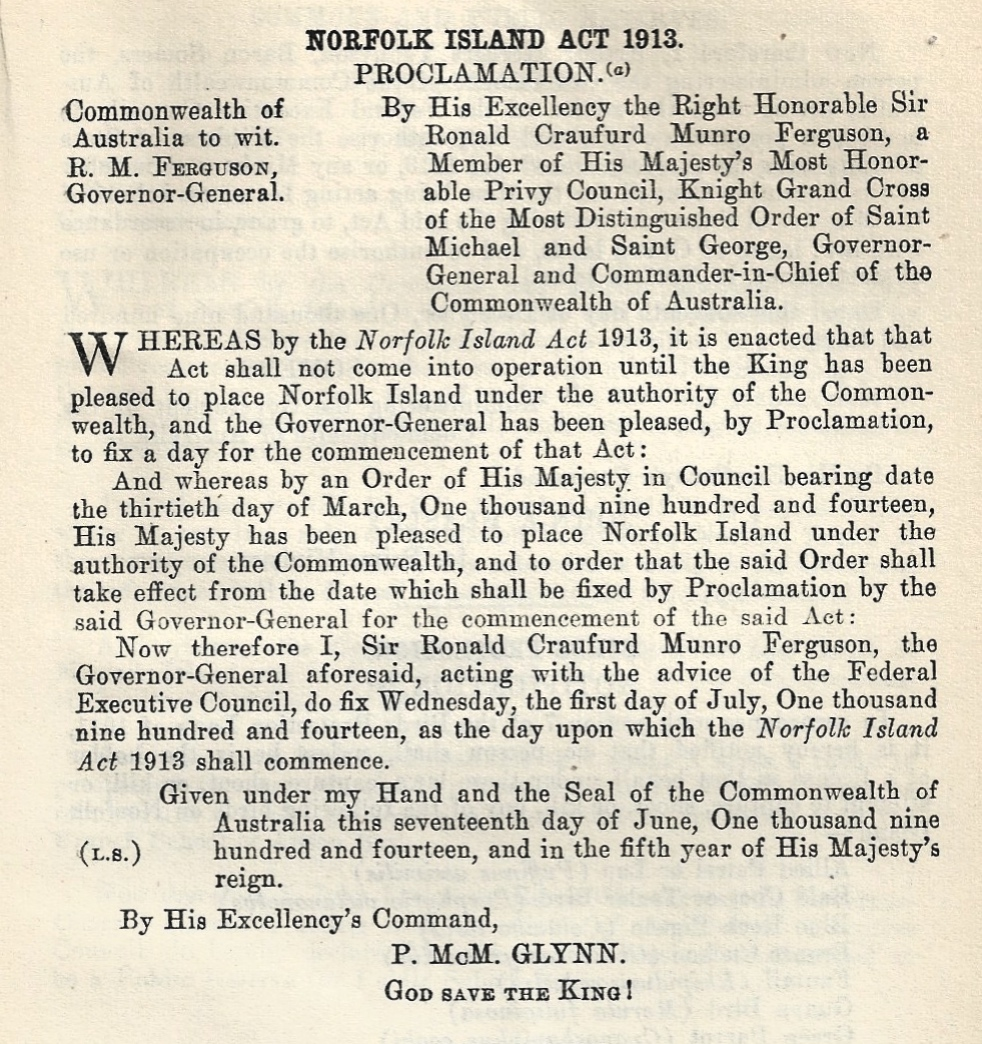
Norfolk Island Act 1913 transférant l'île au Commonwealth of Australia (transfert effectif au 1er juillet 1914).

Après la création du Commonwealth of Australia en 1901, l’île Norfolk est placée sous l’autorité du nouveau gouvernement du Commonwealth, en tant que territoire extérieur.
Pendant la Seconde Guerre mondiale, l’île sert de base aérienne et de ravitaillement entre l’Australie et la Nouvelle-Zélande. Se trouvant dans la zone dévolue à cette dernière, l'île Norfolk est occupée par un contingent de l’armée néo-zélandaise. Trop éloignée et d’un intérêt stratégique limité, elle n’est l’objet d’aucune attaque.
En 1979, le gouvernement australien adopte le Norfolk Island Act, accordant l’autonomie à l'île Norfolk. L’île est dotée d’un gouvernement élu qui gère la plupart des affaires intérieures. Les habitants de l'île Norfolk ne sont cependant pas représentés, en tant que tels, au parlement australien, ce qui en fait l’unique État ou territoire australien sans représentation parlementaire.

### XXIesiècle
Après la crise financière mondiale de 2007-2008 , l’île obtient un effacement de ses dettes en échange d’une réintégration dans le territoire australien. Elle devient une région de la Nouvelle-Galles du Sud à partir du 1er juillet 2016. Néanmoins, le conseil régional élu est favorable à l’autodétermination et entreprend des démarches en ce sens auprès des Nations unies,.
Bien que n'ayant aucune activité d'exportation vers les États-Unis, l'île se voit affecter en avril 2025 une taxe spécifique de 29% lors de l'annonce de mesures protectionnistes par l'administration Trump, sans doute par confusion avec les nombreux autres lieux de la planète nommés Norfolk.

## Politique

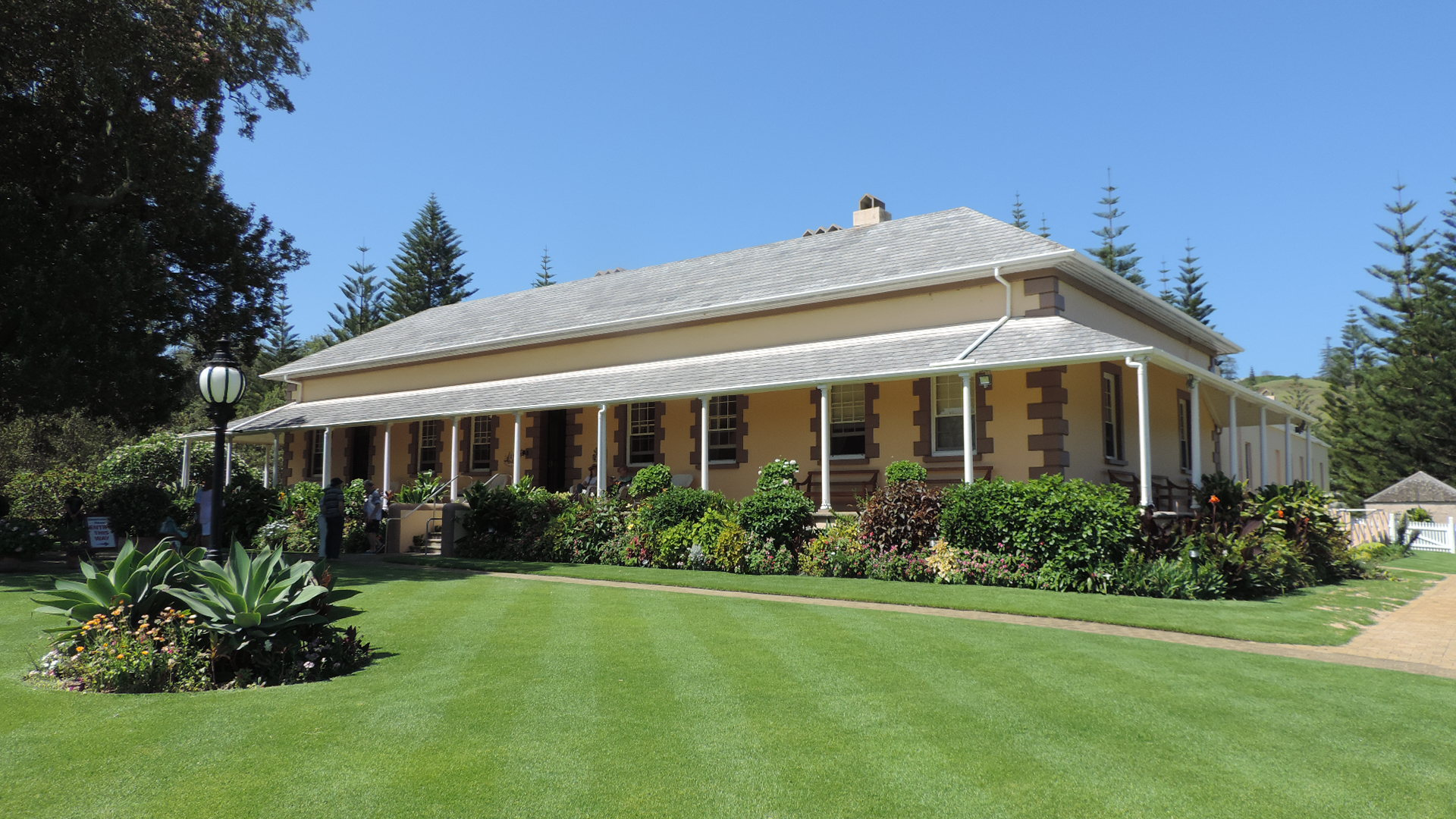
La Government House.

### Statut
L'île Norfolk était le seul territoire d’Australie non continental disposant d’un gouvernement autonome. Le Norfolk Island Act de 1979 du Parlement australien est le texte régissant la politique du territoire avant 2015. Le gouvernement australien maintient son autorité sur l'île au travers d'un administrateur. Le Parlement australien peut étendre le champ d’application de toute loi fédérale au territoire de l'île Norfolk ; en cas de conflit, le droit fédéral l'emporte sur le droit local.
En tant que territoire australien, l'île de Norfolk ne peut avoir de représentation diplomatique propre à l'extérieur ou à l'intérieur de son territoire, et ne peut être membre d'une organisation internationale ou d'une organisation sportive.
Le statut exact de Norfolk reste controversé. En dépit du fait que l'île est un territoire australien auto-gouverné, administré par le Département du procureur général, plusieurs îliens affirment que l'île a bénéficié de l'indépendance, lorsque la reine Victoria a donné la permission aux habitants de Pitcairn de s'installer sur l'île. Cette vision a été constamment rejetée par le comité mixte permanent du Parlement australien. Le dernier rejet date de 2004 et a été confirmé par la Haute Cour d'Australie avec l'arrêt Berwick Limited v. R R Gray Deputy Commissioner of Taxation.
Les désaccords concernant les relations entre l'île et l'Australie ont été remis en perspective lors de la révision de 2006, entreprise par le gouvernement australien. Selon le plus radical des deux modèles proposés dans cette révision, l'assemblée législative de l'île aurait vu son statut réduit à celui de conseil local. Toutefois, en décembre 2006, le gouvernement australien met fin à cette révision, en citant comme justification l'importante perturbation qu'aurait un changement de statut sur l'économie insulaire. De fait, la situation politique de Norfolk reste inchangée.

### Administrateur
Il est nommé par le gouvernement australien, dont il est le représentant sur le territoire. Depuis le 1er avril 2017, cette fonction est occupée par Eric Hutchinson.

### Assemblée législative
L'Assemblée législative comptait neuf sièges dont les titulaires étaient élus par un vote populaire, pour un mandat de trois ans. Chaque électeur disposait de neuf voix et pouvait en donner quatre au plus à un même candidat, selon un système de scrutin uninominal majoritaire à un tour pondéré. Tous les sièges étaient détenus par des candidats indépendants. L'île Norfolk avait fini pourtant par adopter le système des partis politiques quand, en 2007, une branche du Parti travailliste a été créée à Norfolk dans le but de réformer le système de gouvernement. L'Assemblée est dissoute le 18 juin 2015, en raison de la suspension de l'autonomie du territoire.

### Conseil exécutif
Quatre parlementaires formaient le Conseil exécutif, qui remplissait un rôle consultatif auprès de l’administrateur. Dirigé par le ministre en chef, il comprenait trois autres ministres chargés l'un du tourisme, de l'industrie et du développement, le deuxième des finances et le troisième des services communautaires. Le Conseil est dissous le 18 juin 2015, en raison de la suspension de l'autonomie du territoire.
Les habitants de Norfolk ont la possibilité de s'enregistrer électoralement dans une circonscription de l'Australie continentale au sein d'un État avec lequel ils ont des liens ou alors au sein de la division Canberra du territoire de la capitale australienne ou de la division de Solomon du Territoire du Nord. L'inscription des îliens n'est pas obligatoire mais une fois inscrits, ils sont obligés de voter.

### Défense et maintien de l'ordre
La défense de l'île est du ressort des forces armées australiennes. Il n'existe aucune installation militaire et aucun personnel militaire sur l'île. L'administrateur peut demander l'aide de l'armée en cas de besoin.
Le maintien de l'ordre civil est de la responsabilité de la police fédérale australienne. En temps normal, celle-ci est représentée sur l'île par un sergent et deux officiers de police. À cet effectif s'ajoute cinq agents locaux spéciaux qui possèdent des pouvoirs de police sans faire partie de la police australienne.

### Modification du statut
Le 6 novembre 2010, lors d'une déclaration qui a surpris plusieurs habitants, David Buffett, alors ministre en chef, annonce que l'île pourrait volontairement abandonner son statut de territoire autonome en échange d'une opération de sauvetage financier pour couvrir les dettes significatives du territoire.
En mars 2015, afin de remédier à la situation de faillite du territoire, le gouvernement australien annonce qu'une loi abolissant le statut d'autonomie sera bientôt votée. Celle-ci est promulguée le 26 mai suivant et entre en vigueur le 18 juin. Le gouvernement local est donc dissous, mais le nouveau statut n'entre en vigueur que le 1er juillet 2016.
En 2016, un nouvel organe, le Conseil régional, a été élu par les habitants de l'île. Il comprend cinq membres qui élisent parmi eux le maire. Il assure les fonctions de l'État en plus des services locaux tels que l'aménagement du territoire et la gestion des urgences. Le 6 décembre 2021, il est dissous et ses pouvoirs assurés par un administrateur, nommé par la ministre adjointe pour le Développement régional et les territoires du gouvernement australien.

## Santé
Le régime d'assurance maladie australien ne couvre pas l'île Norfolk. Il est recommandé à tous les visiteurs de l'île, y compris les Australiens, d'acheter une assurance de voyage. Les cas médicaux les plus graves ne sont pas traités sur l'île et les patients sont transférés sur le continent australien. Ce manque d'installations médicales a un impact important sur la santé des îliens. De nombreux habitants âgés ne peuvent rester sur l'île lorsque leur santé décline et doivent partir en Australie ou en Nouvelle-Zélande.

## Culture
La langue principale est l'anglais, mais les descendants des immigrants des Îles Pitcairn parlent aussi une langue créole anglo-polynésienne, appelée Pitkern ou pitcairnais, dans son île d'origine, et devenue ici le norfolk (ou norfuk). La signalisation routière est bilingue.
Il n'existe pas de groupe majoritaire ; les Anglo-Australiens forment 37,6 % de la population, les Néo-Zélandais 16,3, %, les Britanniques 9,2 %, les Norfolkais 33,3 % ; une petite population mixte représente 3,3, %, soit quelques dizaines de personnes. Les Norfolkais autochtones sont, soit des Polynésiens, soit des descendants des révoltés du Bounty originaires de l'Île Pitcairn. Le nombre d'immigrants en provenance d'Australie et de Nouvelle-Zélande ne cesse d'augmenter.
Quelque 37 % des insulaires sont de confession anglicane, 14 % appartiennent à l'Église unie d'Australie, 12 % sont catholiques, 3 % adventistes du Septième Jour, etc.
L'île Norfolk apparaît dans le roman de Jules Verne Les Frères Kip (1902), au moment où elle est déserte après la fermeture de la deuxième colonie pénitentiaire. C'est là que les deux frères Kip sont recueillis par le James-Cook après le naufrage de leur navire.

## Sport
L'île envoie sa propre délégation aux Jeux du Commonwealth depuis 1986. Malgré la faible population du territoire, ses sportifs ont participé à des épreuves d'athlétisme, de badminton, de boulingrin, de judo, de squash, de tir, de tir à l'arc, ainsi qu'au triathlon. Leur seule médaille à ce jour, de bronze, a été obtenue par Carmelita Anderson (en) en boulingrin aux Jeux de 1994.

## Faune et flore

### Faune
Oiseaux :
- Le Nestor de Norfolk (Nestor productus), disparu en 1851, était une espèce de perroquets endémique de l'île, comme la Perruche de Norfolk (Cyanoramphus cookii).

- Le Gérygone de Norfolk (Gerygone modesta) et le Zostérops à dos gris (Zosterops lateralis) sont deux espèces de passereau présentes sur l'île.

### Flore

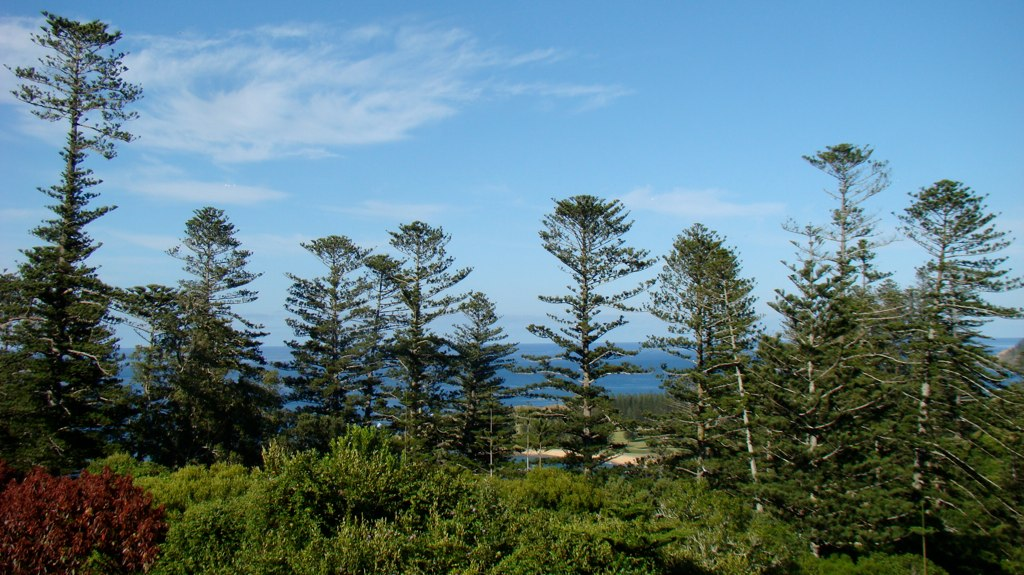
Des pins de Norfolk sur l'île.

L'araucaria ou pin de Norfolk (Araucaria heterophylla) est un arbre endémique de l'île, et son symbole. Il est présent sur son drapeau et cultivé un peu partout dans le monde pour l'ornement.
Une forme d'olivier cultivé à fruit doux (f. dulcis) a été introduite dans l'île sans qu'on sache quand et comment.

## Infrastructures

### Transports
Environ 80 kilomètres de routes sillonnent l'île, où la circulation se fait à gauche, comme en Angleterre. Il n'y a pas de port ni de chemins de fer sur l'ile. Il existe seulement un aéroport, qui était desservi par la compagnie Norfolk Air entre 2006 et 2011.

### Communications
Il y a une seule chaîne de télévision locale, Norfolk TV. On compte environ 2 500 lignes téléphoniques, très majoritairement analogiques. Des câbles coaxiaux sous-marins relient l'île à l'Australie et à la Nouvelle-Zélande.